# Тікува
Тікува (яп. 竹輪) — японський желеподібний продукт, що готується з рибного сурімі, солі, цукру, крохмалю, глутамату натрію та білків яєць. Ці інгредієнти змішуються, обертаються навколо бамбукової чи металевої палички, готуються на пару чи варяться, і нарізаються. Слово тікува ("бамбукове кільце") походить від форми страви, коли та нарізається.

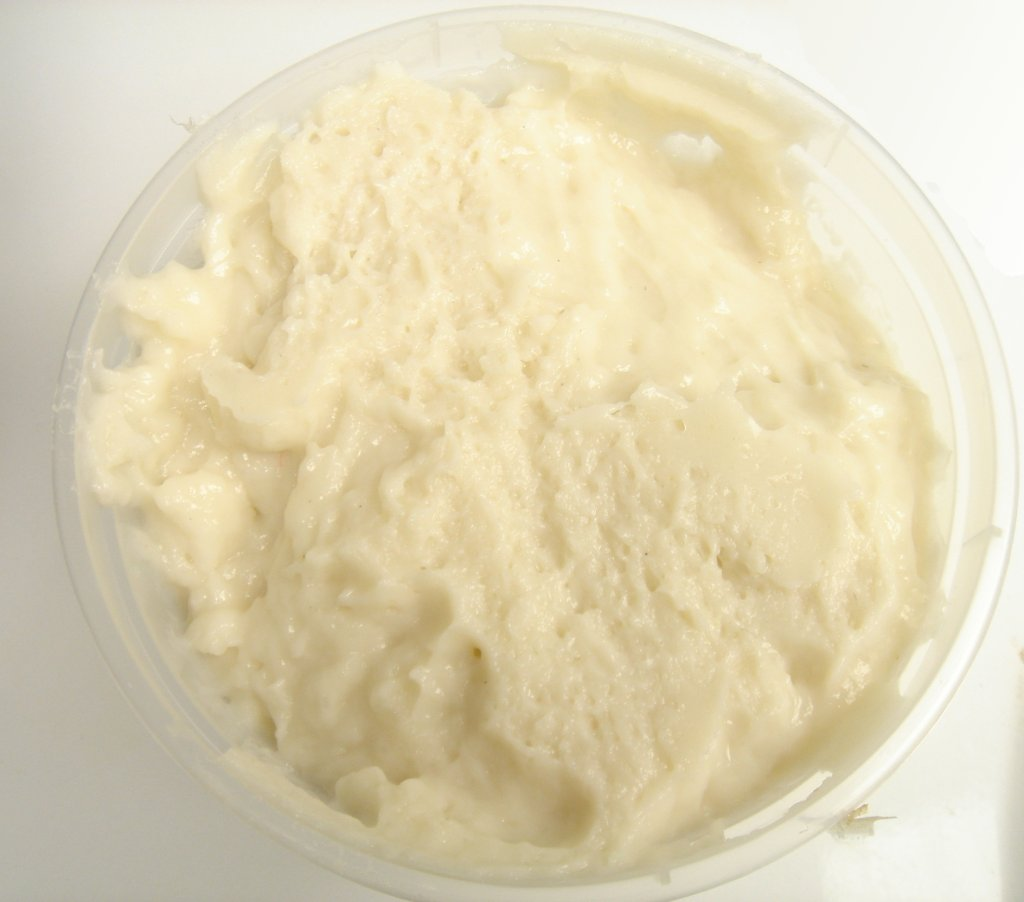
Свіжоприготоване сурімі

Популярними варіантами сурімі є камабоко та сацума-аґе. У Тотторі споживання на тікува в перерахунку на домогосподарство було найвищим серед усіх префектур за останні 30 років. Оскільки, це дешеве і відносно нежирне джерело білка, тікува є популярною закускою.
Тікува не слід плутати з тікувабу.

## Вибір риби
Для виготовлення сурімі використовуються біла риба  (яп. 擂り身, буквально «фарш»):
- Минтай далекосхідний (лат. Theragra chalcogramma)
- Різні види акул (лат. Selachimorpha)
- Різні види летючих риб (лат. Exocoetidae)
- Одноперий терпуг південний (лат. Pleurogrammus azonus)
- Ниткопер смугастий (лат. Nemipterus virgatus)
- Чорний окунь
  - Окунь малоротий (лат. Micropterus dolomieu)
  - Окунь великоротий (лат. Micropterus salmoides)
  - Флоридський чорний окунь (лат. Micropterus floridanus)

## Використання
Тікуву можна споживати напряму, або в якості інгредієнта для німоно (оден), тікузенні, суші, удону, якісоби, ясай-ітаме і японського каррі .

## Регіональні варіанти
Існує кілька регіональних варіантів тікува. У східній частині Тотторі та частині Нагасакі виробляється тофу тікува, що додає тофу до сурімі. Часто використовується твердий тофу.
В Яватахамі, Ехіме, виробляється кава-тікува (досл. "тікува зі шкіри"): шкіра риби обмотується навколо шампурів і обсмажується. Це побічний продукт виробництва звичайної тікуви, однак, текстура та смак різні.
У місті Шикокучу, Ехіме, є ебі-тікува, що містить пасту з креветок у сурімі.
У Комацусімі, Токусіма, є таке тікува (досл. "бамбукова тікува"), яка залишається на бамбуку після того, як його випекли.
У Тойохасі, Айті, тікува запікається.
Австралійські суші-ресторани можуть наповнювати отвір сиром (плавленим або м’яким, наприклад, брі) і смажити їх у тісті з темпури.